# Мазлуми, Голам Хоссейн
Голам Хоссейн Мазлуми (13 января 1950, Абадан, Хузестан — 19 ноября 2014, Тегеран), по прозвищу «Золотая голова» — иранский футболист, тренер и футбольный администратор.
На протяжении своей карьеры он представлял три клуба: «Санат Нафт», «Эстегляль» и «Шахин Тегеран», а также молодёжную и основную сборную Ирана. За свою карьеру футболиста он забил 37 голов в сборной Ирана и в течение 12 лет был лучшим бомбардиром в истории команды, позже его рекорд побил Али Даеи. Он был лучшим бомбардиром Азиатских игр 1974 и Кубка Азии 1976. Он также тренировал свой бывший клуб «Эстегляль» с 1988 по 1989 год.
С 2011 по 2013 год он был президентом буширского «Шахина», а также почётным заместителем президента «Эстегляля». Он умер 19 ноября 2014 года, прожив более двух лет с диагнозом рак желудка.

## Ранние годы
Голам Хоссейн Мазлуми родился 13 января 1950 года в Абадане, Иран. Его младший брат — Парвиз — также был футболистом и тренером.

## Карьера игрока

### Клубная карьера
Во время игры за «Эстегляль» он был одним из ключевых игроков. В 1969/70 сезоне он выиграл Азиатский клубный чемпионат, дважды становился чемпионом Ирана (в 1970/71 и 1974/75 сезоне) и занял второе место в 1973/74 сезоне. Мазлуми считается одним из лучших нападающих в истории сборной Ирана, о чём свидетельствует высокий показатель среднего числа голов на матч. Мазлуми хорошо умел завершать атаки и редко не реализовывал опасные голевые моменты.
В этот период он дважды становился лучшим бомбардиром иранской лиги: в 1973/74 и 1974/75 сезоне.
Он снова стал лучшим бомбардиром в 1976/77 сезоне, когда уже был одним из ключевых игроков столичного «Шахина», занявшего в том сезоне третье место. В 1978 году он вышел в отставку из-за травмы в возрасте 28 лет.

### Международная карьера
Он дебютировал за сборную Ирана в сентябре 1969 года в матче против Пакистана. В общей сложности он провёл 48 матчей и забил 37 голов за команду.
Мазлуми выиграл три крупных турнира с иранской сборной: Кубок Азии 1972, домашние Азиатские игры 1974, а также домашний Кубок Азии 1976, став одним из лучших бомбардиров. Он также участвовал в Олимпийских играх 1976 в Монреале, когда Иран дошёл до четвертьфинала.

## Карьера тренера и дальнейшая жизнь
После ухода со спорта в 1980 году Мазлуми стал главным тренером молодёжного состава «Эстегляля». В 1988 году он был назначен тренером первой команды, заменив Аббаса Разави. Под руководством Мазлуми «Эстегляль» занял третье место. Он покинул клуб после двух игр в своём втором сезоне, его заменил Мансур Пурхейдари. Позже он тренировал молодёжную сборную Ирана, «Эстеглаль Ахваз», «Мохавемат Тегеран», «Петрокими Тебриз» и «Пайам Мешхед».
Позже он стал менеджером команды «Эстегялль». 24 июля 2011 года он был избран на должность президента «Шахина», но 20 июля 2013 года подал в отставку из-за болезни. В 2012 году ему был поставлен диагноз рак желудка, и он умер 19 ноября 2014 года в больнице Наджа в Тегеране. Ему было 64 года и на момент его смерти он был заместителем президента «Эстегляля». После его смерти осталась жена, четверо детей и трое внуков.